# Габардо, Элизио
Эли́зио Габа́рдо (итал. Elisio Gabardo; 1 июля 1911, Куритиба — 18 марта 1969, Куритиба) или Элизеу Габарду (порт.-браз. Eliseu Gabardo), также известный под именем Габардиньо (порт.-браз. Gabardinho) — бразильский и итальянский футболист, нападающий.

## Карьера
Элизио Габардо — воспитанник клуба «Палестра Италия» из родного города Куритиба. Он дважды был лучшим бомбардиром, а также единожды выиграл титул чемпиона штата. В 1933 году он перешёл в «Палестру Италию» из Сан-Паулу. В том же году он, вместе с основой клуба, выиграл чемпионат штата и турнир Рио-Сан-Паулу. В 1935 году Габардо уехал в Италию, где первоначально прошёл неудачный просмотр в «Ювентусе». После этого Элизио, благодаря сокоманднику Висенте Арнори, перешёл в «Милан», в котором дебютировал 22 сентября в матче с «Алессандрией» (2:0). Там он провёл три сезона, сыграв в 62 матчах и забив 9 голов. Оттуда нападающий перешёл в «Лигурию», где провёл сезон. Во время выступления в «Лигурии», Элизио, будучи ориундо, 4 декабря 1938 года сыграл матч за вторую сборную Италии против команды Юго-Восточной Франции. Затем футболист играл за «Дженоа 1893», но там выходил на поле нерегулярно. После окончания Второй мировой войны Габардо выступал за клуб Серии С, «Гаттинара».

## Достижения

### Командные
- Чемпион штата Парана: 1932
- Чемпион штата Сан-Паулу: 1933, 1934
- Победитель турнира Рио-Сан-Паулу: 1933

### Личные
- Лучший бомбардир чемпионата штата Парана: 1930 (10 голов), 1931 (28 голов)